# Kid Frost
Kid Frost, znany także jako Frost, właściwie Arturo Molina Jr. (ur. 31 maja 1964 we wschodnim Los Angeles w Kalifornii) – amerykański raper, pochodzenia meksykańskiego.
Zaczął rapować w 1982 roku. W 1984 roku ukazał się jego pierwszy album Commando Rock, nagrany wspólnie z C-Jamem, jego produkcją zajęli się Allen Perada i Dave Storrs. Jego największym hitem jest utwór La Raza pochodzący z albumu Hispanic Causing Panic, który został wydany w 1990 roku. La Raza znalazła się na ścieżce dźwiękowej do gry Grand Theft Auto: San Andreas w fikcyjnym radiu Los Santos. W 1995 roku zmienił pseudonim na Frost. Wtedy też stracił kontrakt z Virgin i przyłączył się do wytwórni Eazy'ego-E Ruthless Records.

## Dyskografia

### Albumy studyjne
- Rough Cut (1984)
- Terminator (1985)
- Hispanic Causing Panic (1990)
- East Side Story (1992)
- Smile Now, Die Later (1995)
- When Hell.A.Freezes Over (1997)
- That Was Then, This Is Now Vol.I (1999)
- That Was Then, This Is Now Vol.II (2000)
- Still Up In This Shit! (2002)
- Somethin' 4 The Riderz (2003)
- Welcome To Frost Angeles (2005)
- Till The Wheels Fall Off (2006)
- Bluntz N Ballerz (2007)

### Z C-Jamem
- Commando Rock (1984)